# Je, tu, elles…
Pour plus de détails, voir Fiche technique et Distribution.
Je, tu, elles… ou Elles plus elles est un film fantastique français de Peter Foldes sorti en 1969.
Le film est diffusé à la télévision au début des années 70 mais jamais exploité dans les salles. D'une grande rareté, ce long métrage est l'unique œuvre réalisée par 
Peter Földes mêlant l'imagination avec des situations symboliques et des flashbacks délirants, parsemé de séquences animées et de traitements vidéo accompagnés d'un formidable casting dans un humour caustique,.

## Synopsis
Une jolie brunette devient une gardienne d'enfants chez un artiste peintre. Elle découvre que l'homme a miniaturisé son épouse afin de la conserver à l'abri d'un monde hostile.

## Fiche technique
- Scénario, dialogues et réalisation : Peter Foldes
- Images : Jean Monsigny, Antoine Georgakis et André Germain
- Musique : Bernard Parmegiani[4], Robert Cohen-Solal et Daevid Allen
- Montage : Sophie Bhaud, Françoise Garnault et Janine Martin
- Son : Guy Rophé et Alex Pront
- Assistant réalisateur : Gisèle Braunberger
- Photographe : Just Jaeckin
- Production : Pierre Braunberger, Pierre Schaeffer, Armand Barbault, Les Films de La Pléiade et l'ORTF
- Distribution : Les Films de la Pléiade / ventes internationales : Cinexport et Wide Management
- Durée : 82 minutes
- Format : 35 mm - couleur
- Sortie : 28 juin 1973

## Distribution
- Jacqueline Coué : Hélène Triboulet
- Monique Lejeune : Agnès, la femme de Valéry
- Henri Piégay : Valéry
- Francis Blanche : Darbon, le galeriste
- Bernadette Lafont : La femme du van hippie
- Christian Alers : Dumaine, le collectionneur
- Juliet Berto : La femme qui achète les hommes sur catalogue
- Yvette Lebon : La femme interviewée qui a eu 4 maris
- Lyne Chardonnet : La dactylo
- Denise Glaser : L'intervieweuse de Darbon
- Anémone : La deuxième candidate au poste de nounou
- Florence Giorgetti : La femme interviewée qui consomme les maris des autres
- Douchka[5]
- Jeanne Herviale : La vieille femme interviewée
- Rita Maiden : La femme au whisky
- Serge Spira : Le jeune peintre
- Jean Aron : L'homme interviewé qui balbutie
- Margareth Clémenti : La protégée de la femme du van hippie
- Odette Farsy : La maraîchère interviewée
- Rosine Favey : L'interviewée qui a assassiné son mari
- Raymond Malfray : L'homme aux haltères
- Robert Morin[5]
- Raymond Siozade[5]
- Marianne Valiot[5]
- Catherine Monnet : La première candidate au poste de nounou